# Tatort: Sag nichts
Sag nichts ist ein deutscher Fernsehkrimi von Lars Kraume. Er entstand als 551. Folge der Kriminalreihe Tatort und ist der vierte Fall des Ermittlerteams Thiel und Boerne. Die Episode wurde am 14. Dezember 2003 auf Das Erste zum ersten Mal gesendet.

## Handlung
Am Ufer eines Sees wird ein toter Mann gefunden. Reifenspuren am Tatort weisen auf ein SUV hin, mit dem der Tote zum Fundort transportiert wurde. In Münster wurden derartige Reifen nur von drei Personen gekauft, wobei eine Boernes Physiotherapeutin Roswitha Baermann ist. Die vermisst seit einigen Tagen ihren Ehemann Wolfram, der sich als der Tote vom See herausstellt. Wolfram galt als depressiv und wurde zuletzt am Freitag gesehen – auf der Beerdigung seiner Stiefmutter Gudrun. Boerne und Thiel finden heraus, dass es in der Familie einige Schicksalsschläge gab. Wolframs Schwester Hanne lebt psychisch labil seit vielen Jahren in einer Klinik. Ihre leibliche Mutter verschwand mit einem US-Soldaten, als Wolfram und Hanne noch Kinder waren. Nach dem Tod der zweiten Ehefrau, die schwer alkoholkrank war, muss Thiel dem Witwer Henner Baermann nun den Tod seines Sohnes beibringen. Der ertrug seine familiären Schicksalsschläge, indem er sich seit Jahren mit seiner Rassekaninchenzüchtung ablenkte.
Bei der Obduktion findet Boerne heraus, dass Wolfram sediert wurde, und kann in den Bronchien WC-Reiniger nachweisen. Tatsächlich werden im Bad von Wolframs und Roswithas Haus breitflächig verwischte Blutspuren entdeckt. Wolfram wurde also im Bad erschlagen; als Tatwaffe kommt ein Knüppel, eventuell aus Hartholz, infrage. Roswitha, die zunächst angibt, direkt nach der Beerdigung zu einem Seminar nach Wilhelmshaven gefahren zu sein, gibt später zu, das Wochenende mit Wolframs Teilhaber Klaus Weisberg verbracht zu haben. Wie sich letztlich herausstellt, waren beide zur Tatzeit in Holland am IJsselmeer.
Die Ermittler erfahren auch, dass Wolfram auf der Beerdigung einen heftigen Streit mit seinem Vater hatte, wissen jedoch nicht, worum es dabei ging. Wolfram hatte in Absprache mit seiner Schwester Hanne das Sorgerecht für sie. Thiel und Boerne suchen Hanne in der Psychiatrie auf, und sie zeigt ihnen ihr Puppenhaus, das genau ihrem Elternhaus nachempfunden ist. Wie Boerne feststellt, lässt sich eine Tür zu einem Raum im oberen Stockwerk nicht öffnen. Auf die Frage, was denn dort sei, windet sich Hanne um eine Antwort. Es wird deutlich, dass ihr Verhältnis zu ihrem Vater stark gestört ist. Thiel sucht den Hausarzt der Familie auf, der den Tod der Stiefmutter Gudrun festgestellt hatte. Hier erfährt er, dass auch Wolfram sich bei ihm nach der Todesursache Gudruns erkundigt hatte. Er vermutete, dass sein Vater sie ermordet hat. Auf den vagen Verdacht hin veranlasst Thiel die Exhumierung der Toten, die Wolfram hatte erreichen wollen. Doch Boerne findet tatsächlich nichts außer einer nicht mehr funktionierenden künstlichen Herzklappe.
Hanne hat Urlaub und darf die Psychiatrie verlassen. Sie geht zu Klaus, den sie als „guten Prinzen“ wahrnimmt und von dem sie hofft, dass er sie einmal „entführen“ werde. Beide kennen sich bereits seit der Kindheit. Während Henner auf einer Rassekaninchenschau weilt, holt Boerne Hanne und Klaus zu Wolframs Haus. Er hofft, Hanne mit einer Konfrontation der damaligen Räume zu einer Aussage bewegen zu können, was sie möglicherweise als Kind gesehen hat und was sie seit Jahren so sehr belastet, dass sie daran fast zerbricht. Tatsächlich gelingt es Boerne mit Klaus’ Hilfe, Hanne zum Reden zu bringen. Ihre Mutter hatte in der damaligen Nacht, nach der sie angeblich mit dem GI geflohen ist, einen Streit mit Henner. Hanne ging ins Bad und sah ihre Mutter weinend in der Wanne, während Henner schrie. Später lag ihre Mutter „schlafend“ da und hatte sich mit einem Handtuch „zugedeckt“, während Henner Koffer packte. Die Ermittler glauben nun, dass Henner seine erste Frau ermordet hat und die Kinder zwang, an die Geschichte vom GI zu glauben, woran beide seelisch zerbrachen. Staatsanwältin Wilhelmine Klemm macht ihnen jedoch klar, dass die Aussagen der kindlich-labilen Hanne kein belastbares Verdachtsmoment darstellen und sie nach der ergebnislosen Obduktion der Stiefmutter auf dieser Grundlage keinen Antrag für einen Hausdurchsuchungsbeschluss stellen werde. Kurz darauf ist Hanne aus der Psychiatrie verschwunden, während ein Knüppel, mit dem Henner die Kaninchen betäubt, DNA-Spuren von Wolfram aufweist. Thiel fährt zu Henner, der gerade seine Tochter zu erwürgen versucht. Die hatte angefangen, in einem seit Jahren gepflegten Blumenbeet zu graben und den Vater zu beschuldigen, hier ihre Mutter vergraben zu haben. Henner wird festgenommen, und tatsächlich finden die Ermittler kurz darauf das Skelett von Hannes und Wolframs Mutter. Der Fall ist gelöst und es bleibt die Frage, was aus Henners Zuchtkaninchen werden wird. Boerne schlägt eine Zubereitung mit Thymian, Knoblauch und Speckbohnen vor.

## Produktion
Die Dreharbeiten zu Sag nichts fanden unter dem Arbeitstitel Lichterloh von Juli bis August 2003 in Münster und in den Studios des WDR Köln statt. Als Klinik, in der Hanne lebt, wurde das Hölterhoffstift in Bad Honnef verwendet. Der Film hatte am 14. Dezember 2003 auf dem Ersten seine Fernsehpremiere und erreichte eine Einschaltquote von 22 Prozent (7,98 Millionen Zuschauer). Im Jahr 2010 wurde der Film auf DVD veröffentlicht.

## Kritik
„Im Rahmen der sonst ums Skurrile bemühten ‚Tatorte‘ aus Münster wirkt dieser Fall eher tiefgängig, ja fast schwermütig“, befand die TV Spielfilm.